# 1994 v loďstvech
Tento článek obsahuje významné události v oblasti loďstev v roce 1994.

## Lodě vstoupivší do služby
- 8. ledna –  USS Santa Fe (SSN-763) – ponorka třídy Los Angeles[1]

- březen –  Frontin (V 33) – korveta třídy Inhaúma

- 11. března –  ORP Piorun – raketový člun třídy Orkan[2]

- 19. března –  USS Curtis Wilbur (DDG-54) – torpédoborec třídy Arleigh Burke[3]

- 28. března  Čeng Che (FFG-1103) – fregata třídy Čcheng-kung

- 2. června –  HMS Westminster (F237) – fregata Typu 23 Norfolk

- 17. května –  Germinal (F 735) – fregata třídy Floréal

- 28. května –  Shankul (S47) – ponorka třídy Shishumar[4]

- 2. června –  HMS Montrose (F236) – fregata Typu 23 Norfolk

- 6. června –  PNS Larkana – hlídková loď[5]

- 2. července –  USS John S. McCain (DDG-56) – torpédoborec třídy Arleigh Burke[6]

- 9. července –  USS Rhode Island (SSBN-740) – ponorka třídy Ohio[7]

- 30. července –  Altaïr (M771) – minolovka třídy Antarès

- 13. srpna –  USS Stout (DDG-55) – torpédoborec třídy Arleigh Burke[8]

- 29. srpna –  HMAS Kanimbla (L 51) – výsadková loď stejnojmenné třídy[9]

- 16. září –  USS Charlotte (SSN-766) – ponorka třídy Los Angeles[10]

- 25. listopadu –  HMAS Manoora (L 52) – výsadková loď třídy Kanimbla[9]

- 29. listopadu –  HMS Northumberland (F238) – fregata Typu 23 Norfolk

- 10. prosince –  USS Hartford (SSN-768) – ponorka třídy Los Angeles[11]

- 10. prosince –  USS Mitscher (DDG-57) – torpédoborec třídy Arleigh Burke[12]

- 28. prosince –  Ion C. Brătianu (46) – monitor třídy Mihail Kogălniceanu